# Karl Edelmann
Karl Edelmann (* 22. Mai 1962 in Tegernsee) ist ein deutscher Musiker, Komponist und Arrangeur.

## Leben
Karl Edelmann wurde 1962 als Sohn von Karl Edelmann sen. (1920–2000) geboren. Er wuchs in Wildbad Kreuth auf und wurde dort durch die volksmusikalischen Aktivitäten seines Vaters, der Musikschullehrer war, geprägt.
Er studierte am Richard-Strauss-Konservatorium München Klarinette und Kontrabass und schloss mit der Kontrabass-Orchesterreifeprüfung ab. Nach dem Besuch einiger Meisterkurse und Aushilfstätigkeiten bei mehreren Orchestern war er für ein paar Jahre Aufnahmeleiter in der Volksmusikabteilung des Bayerischen Rundfunks.
Nach seiner klassischen Ausbildung wandte sich Karl Edelmann bald der traditionellen bairischen Blas- und Volksmusik zu und komponierte sowie arrangierte in diesem Bereich. Er erhielt Aufträge für Kompositionen unter anderem vom Münchner Volkstheater, dem Münchner Adventsingen im Prinzregententheater sowie dem Bayerischen Kammerorchester Bad Brückenau. Er war außerdem Lehrbeauftragter am Mozarteum in Salzburg zu Themen wie „Satztechnik und Aufführungspraxis Volksmusik“. Im Jahr 2000 wurde er Mitglied der Jury des Alpenländischen Volksmusikwettbewerbs.
Im Jahr 1993 gründete er den Musikverlag Karl Edelmann, der seit 2010 seinen Sitz in Weilheim in Oberbayern hat. Daneben organisiert Karl Edelmann seit 1998 zudem Volksmusikseminare. Nach dem Anfang in Weilheim und einem Übergangsjahr in Bernried am Starnberger See finden die Seminare seit 2000 in Holzhausen am Ammersee statt.
Im Jahr 2006 zog Karl Edelmann von Haunshofen nach Polling. Mit seiner Frau Katharina hat er einen Sohn.

## Ensembles
Im Jahr 1987 gründete Karl Edelmann seine elfköpfige „Altbairische Blasmusik“. Sie weist eine Besetzung auf, wie sie um 1900 in vielen Dörfern Altbayerns existierte: Es-Klarinette, zwei B-Klarinetten, zwei Trompeten, Tenorhorn, Bariton, Tuba, Posaune, Basstrompete, Es-Trompete. Das Repertoire umfasst hauptsächlich bairische Walzer, Landler, Bayrisch-Polka, Schottische, Mazurka und Zwiefache.
Weitere kleinere Formationen um Karl Edelmann sind die „Altbairischen Musikanten“ und die „Maschanzker“, die „Spielmusik“, die „Saitenmusik“, das „Weilheimer Holzbläsertrio“ und das „Salonorchester“.

## Diskographie
Altbairische Blasmusik Karl Edelmann
- Altbairische Blasmusik Folge 1
- Altbairische Blasmusik Folge 2
- Altbairische Blasmusik Folge 3
- Musikantenleben
- 20 Jahre Altbairische Blasmusik Karl Edelmann
- 30 Jahre Altbairische Blasmusik Karl Edelmann

Altbairische Musikanten Karl Edelmann
- Bairische Tanzmusi Folge 1
- Bairische Tanzmusi Folge 2

Spielmusik Karl Edelmann
- Guad g’mischt – 20 Jahre Spielmusik

Saitenmusik Karl Edelmann
- Festliche Saitenmusik
- Volksmusik zur Adventszeit Folge 1
- Volksmusik zur Adventszeit Folge 2

Salonorchester Karl Edelmann
- Gold und Silber
- Ballvergnügen

Verschiedene Ensembles
- Zwiefache Instrumental (Altbairische Blasmusik, Altbairische Musikanten)
- …altbairisch (Altbairische Musikanten, Maschanzker)
- Weihnachtliche Weisen (Spielmusik, Saitenmusik)
- Bairische Weihnachtsmusik (Spielmusik, Saitenmusik, Weilheimer Holzbläsertrio)